# Filtrazione a sabbia

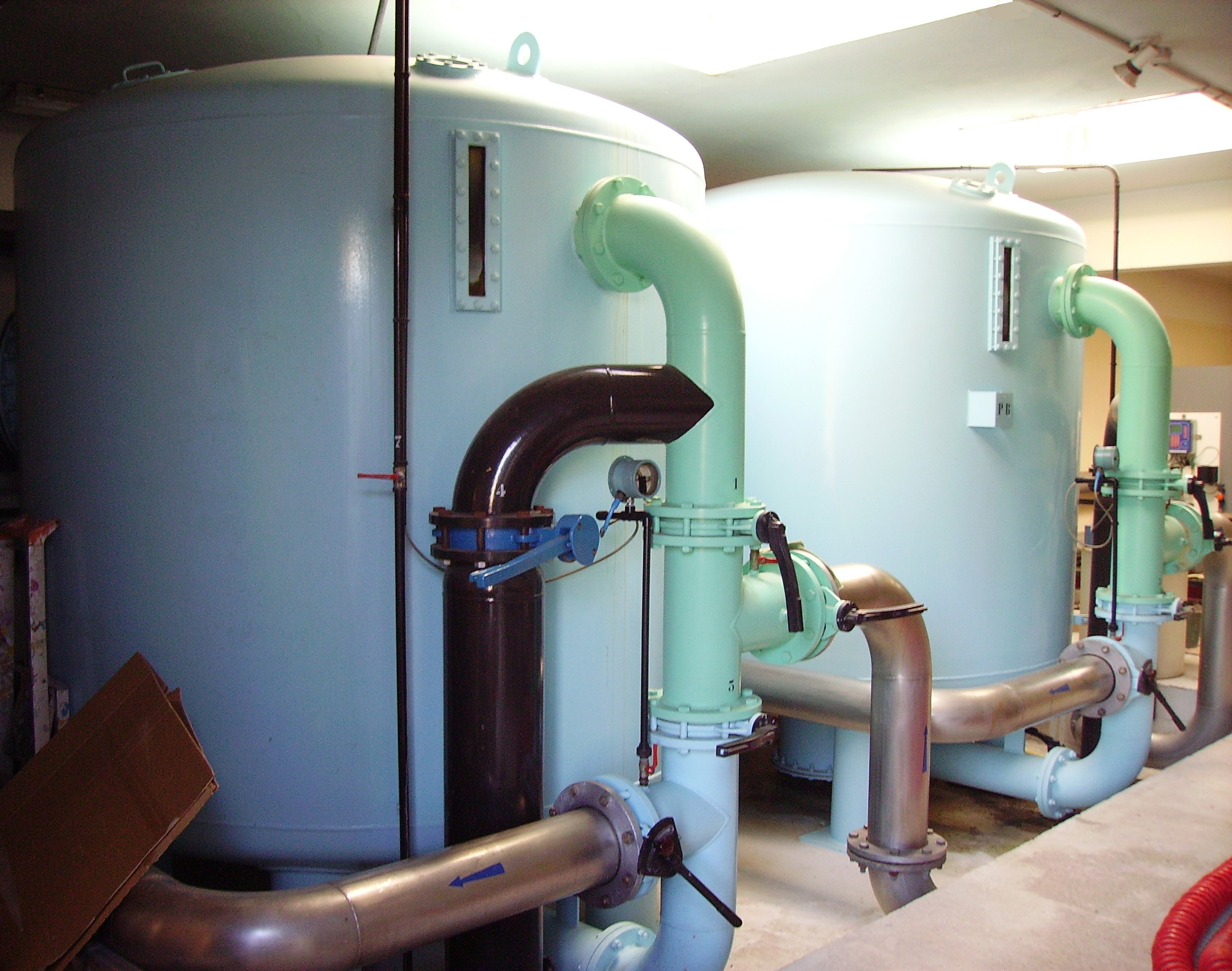
Filtri a sabbia

La filtrazione a sabbia è un processo di depurazione delle acque che consiste nella rimozione dei solidi sospesi nel fluido, realizzata mediante passaggio del fluido attraverso un filtro costituito da un letto di sabbia, supportato da uno strato di ghiaia di spessore variabile e da un sistema di drenaggio. Il materiale di cui è costituito il mezzo filtrante è comunemente composto da silice, antracite, granato o ilmenite.

## Il meccanismo
L'acqua da trattare, percolata dall'alto, è fatta passare attraverso questo sistema di filtri. I solidi rimossi dall'acqua vengono intrappolati entro i pori alla superficie del mezzo filtrante. 
L'operazione di filtrazione avviene in continuo.
I filtri vengono mantenuti sommersi grazie all'azione di una valvola di regolazione posizionata sulla linea di scarico del sistema di drenaggio.
Sulla superficie del letto filtrante si verificano i processi biologici e  chimico-fisici comuni a vari tipi di filtri.
Su tale superficie, ad esempio, si forma una pellicola biologica che intrappola le particelle di piccole dimensioni presenti nell'acqua reflua e opera una degradazione della materia organica.
Questo deposito comporta un progressivo intasamento del letto filtrante, con aumento delle perdite di carico, e rende così necessaria la periodica rimozione dei solidi depositati (“controlavaggio”). 
La pulizia del filtro si effettua in cicli da 1 a 6 mesi, rimuovendo lo strato fangoso alla superficie del filtro.

## Applicazioni
Rimozione di solidi sospesi, composti inorganici, metalli pesanti, radionuclidi, composti organici e microrganismi in:
- trattamenti primari delle acque per uso civile ed industriale;
- pretrattamenti per impianti a scambio ionico o ad osmosi inversa;
- affinamento di acque chiarificate provenienti da stazioni di chiariflocculazione.

## Vantaggi
La filtrazione a sabbia è una tecnica di filtrazione classica e consolidata. Ha bassi costi, è affidabile e ha possibilità di raggiungere rimozioni di oltre il 99.9%. La filtrazione su letti sabbia non richiede una preventiva coagulazione/flocculazione, e può non necessitare di una preventiva sedimentazione.

## Svantaggi
La superficie del filtro richiede manutenzione. Sono necessarie ampie estensioni, dato che si lavora con basse portate.
La filtrazione a sabbia non è adatta per acque ad elevata torbidità.